# Charles Percy
Pour les articles homonymes, voir Percy.
Charles Harting "Chuck" Percy, né le 27 septembre 1919 à Pensacola en Floride (États-unis), mort le 17 septembre 2011 à Washington, D.C. est un homme politique américain, membre du parti républicain et ancien sénateur de l'Illinois de 1967 à 1985. Il est président de la Commission des Affaires Etrangères du Sénat à partir de 1981.